# Доња Ковачица
Доња Ковачица је насељено место у саставу општине Велики Грђевац у Бјеловарско-билогорској жупанији, Република Хрватска.

## Историја
Почетком 20. века место је парохијска филијала села Велика Писаница.
Ту се налази православна црква посвећена Св. Марији Магдалени, грађена 1763. године са иконостасом који је израдио иконописац Братановић 1769. године.
До територијалне реорганизације у Хрватској налазила се у саставу старе општине Грубишно Поље.

## Становништво
На попису становништва 2011. године, Доња Ковачица је имала 278 становника.

## Попис1991.
На попису становништва 1991. године, насељено место Доња Ковачица је имало 369 становника, следећег националног састава:
| Попис 1991.‍ | Попис 1991.‍ | Попис 1991.‍ | Попис 1991.‍ | Попис 1991.‍ |
| ----------- | ----------- | ----------- | ----------- | ----------- |
|             |             |             |             |             |
| Хрвати      | Хрвати      |             | 225         | 60,97%      |
| Чеси        | Чеси        |             | 94          | 25,47%      |
| Срби        | Срби        |             | 44          | 11,92%      |
| Мађари      | Мађари      |             | 2           | 0,54%       |
| Југословени | Југословени |             | 1           | 0,27%       |
| непознато   | непознато   |             | 3           | 0,81%       |
| укупно: 369 |             |             |             |             |